# Peter Alter
Peter Alter (* 22. Juli 1940 in Parchim) ist ein deutscher Historiker.
Alter wurde 1970 nach einem Studium der Geschichte an der Universität zu Köln promoviert und habilitierte sich dort 1981. Er lehrte Europäische und Zeitgeschichte an den Universitäten Köln, Freiburg, Cambridge und Sussex. Er war von 1976 bis 1994 wissenschaftlicher Mitarbeiter und später stellvertretender Direktor des Deutschen Historischen Instituts London. Von 1994 bis 2005 lehrte er als Professor für Neuere und Neueste Geschichte an der Universität Duisburg-Essen.
Er ist ein Spezialist für Nationalismus, das 20. Jahrhundert und die Geschichte Großbritanniens. Für den zweiten Band des Schulbuches Grundriß der Geschichte (1984) verfasste er zwei Kapitel. 

## Schriften (Auswahl)
- Die irische Nationalbewegung zwischen Parlament und Revolution. Der konstitutionelle Nationalismus in Irland 1880–1918, Oldenbourg, München, Wien 1971 (zugleich: Universität Köln, phil. Diss., 1970), ISBN 978-3-486-43431-6.
- Gesellschaft und Demokratie in Nordirland, Klett, Stuttgart 1974, ISBN 978-3-12-429200-1.
- Der Imperialismus. Grundlagen, Probleme, Theorien, Klett, Stuttgart 1979, ISBN 978-3-12-421910-7.
- Wissenschaft, Staat, Mäzene. Anfänge moderner Wissenschaftspolitik in Großbritannien 1850–1920, Klett-Cotta, Stuttgart 1982 (zugleich: Universität Köln, Habilitationsschrift, 1981), ISBN 978-3-608-91070-4; englisch: The reluctant patron. Science and the state in Britain, 1850–1920. Berg, Oxford, Hamburg 1987, ISBN 0-907582-67-2.
- Nationalismus, Suhrkamp, Frankfurt am Main 1985, ISBN 978-3-518-11250-2; 4. Aufl. 1993; englisch: Nationalism. Arnold, London 1989, ISBN 0-7131-6519-7.
- (Hrsg. mit Werner Weidenfeld): Geschichtsbewusstsein der Deutschen. Materialien zur Spurensuche einer Nation, Verlag Wissenschaft und Politik, Köln 1987, ISBN 978-3-8046-8696-0.
- (Hrsg.): Out of the Third Reich. Refugee historians in post-war Britain. Tauris, New York, London 1998, ISBN 1-86064-189-X.
- The German question and Europe. A history, Arnold, London 2000, ISBN 0-340-54017-6.
- Winston Churchill (1874–1965). Leben und Überleben, Kohlhammer, Stuttgart 2006, ISBN 978-3-17-018786-3.
- Die Windsors. Geschichte einer Dynastie, Beck, München 2009, ISBN 978-3-406-56261-7.
- Nationalismus. Ein Essay über Europa, Alfred Kröner Verlag, Stuttgart 2016, ISBN 978-3-520-71301-8.